# Methagu
 (mars 2022).
La mise en forme du texte ne suit pas les recommandations de Wikipédia : il faut le « wikifier ».
Les points d'amélioration suivants sont les cas les plus fréquents. Le détail des points à revoir est peut-être précisé sur la page de discussion.
- Les titres sont pré-formatés par le logiciel. Ils ne sont ni en capitales, ni en gras.
- Le texte ne doit pas être écrit en capitales (les noms de famille non plus), ni en gras, ni en italique, ni en « petit »…
- Le gras n'est utilisé que pour surligner le titre de l'article dans l'introduction, une seule fois.
- L'italique est rarement utilisé : mots en langue étrangère, titres d'œuvres, noms de bateaux, etc.
- Les citations ne sont pas en italique mais en corps de texte normal. Elles sont entourées par des guillemets français : « et ».
- Les listes à puces sont à éviter, des paragraphes rédigés étant largement préférés. Les tableaux sont à réserver à la présentation de données structurées (résultats, etc.).
- Les appels de note de bas de page (petits chiffres en exposant, introduits par l'outil «  Source ») sont à placer entre la fin de phrase et le point final[comme ça].
- Les liens internes (vers d'autres articles de Wikipédia) sont à choisir avec parcimonie. Créez des liens vers des articles approfondissant le sujet. Les termes génériques sans rapport avec le sujet sont à éviter, ainsi que les répétitions de liens vers un même terme.
- Les liens externes sont à placer uniquement dans une section « Liens externes », à la fin de l'article. Ces liens sont à choisir avec parcimonie suivant les règles définies. Si un lien sert de source à l'article, son insertion dans le texte est à faire par les notes de bas de page.
- La présentation des références doit suivre les conventions bibliographiques. Il est recommandé d'utiliser les modèles {{Ouvrage}}, {{Chapitre}}, {{Article}}, {{Lien web}} et/ou {{Bibliographie}}. Le mode d'édition visuel peut mettre en forme automatiquement les références.
- Insérer une infobox (cadre d'informations à droite) n'est pas obligatoire pour parachever la mise en page.

Pour une aide détaillée, merci de consulter Aide:Wikification.
Si vous pensez que ces points ont été résolus, vous pouvez retirer ce bandeau et améliorer la mise en forme d'un autre article.
 (mars 2022).
Pour plus de détails, voir Fiche technique et Distribution.
Methagu (Son Excellence) est un film biographique de genre thriller politique, tourné en langue tamoul et réalisé par T. Kittu, sorti en 2021. Il est fondé sur la vie de Velupillai Prabhakaran, le chef suprême des Tigres de libération de l'Îlam tamoul. La sortie du film a été reportée à plusieurs reprises en raison de problèmes juridiques. Il a finalement été diffusé sur la plateforme OTT BS Value le 25 juin 2021 avec un accueil positif,,,. Methagu retrace le début de la vie de Velupillai Prabhakaran et les événements politiques qu'il a vécu ainsi que sa vision indépendantiste.

## Distribution
- Kutti Manni : Velupillai Prabhakaran
- Eeshwar Baasha
- Vijay
- Aanandan
- Vinoth Sagar
- Rajasekar
- Lizzie Antony : Sirimavo Bandaranaike[6]
- Rajavel Perumal : artiste de théâtre de rue
- Velupillai : Raja
- Maire Duraiyappa : Aranganathan

## Production
Le scénario de T. Kittu a été financé par Riyaz pour Tamil Eelazha Thiraikalam et le film réalisé avec un budget limité de ₹ 60 lakh. L'acteur Kutti Manni a été choisi pour jouer Prabhakaran, tandis que Lizzie Antony a joué Sirimavo Bandaranaike, l'ancienne Première ministre du Sri Lanka. Praveen Kumar est le compositeur de la musique du film biographique.

## Sortie du film
Le film devait sortir le 26 novembre 2020, mais en raison de la pandémie de COVID-19, il a été reporté et finalement sorti le 25 juin 2021, via la plateforme OTT BS Value. La bande-annonce du film est sortie le 20 octobre, la révélant comme un film biographique du chef mort au combat des Tigres de libération de l'Eelam tamoul (LTTE). Ses partisans du monde entier ont lancé un hashtag en tamoul #Methagu sur Twitter. Les personnalités du cinéma Tamoul Sathyaraj, Vetrimaaran, GV Prakash Kumar, Naveen et M. Sasikumar ont soutenu le film via X.

## Accueil
Le film a reçu des critiques positives sur le scénario, la direction et les performances des acteurs et actrices. Une critique d'Ananda Vikatan a salué le film comme "Un effort louable, car il dépeint la vie transparente d'un combattant de la liberté, même si le film contient une erreur factuelle et manque de budget". Le critique de cinéma Baradwaj Rangan de Film Companion South a écrit : "Avec tous ses défauts, c'est un film biographique important sur une figure très cruciale non seulement dans la politique sri-lankaise, mais aussi dans la politique du Tamil Nadu". S. S. Lenin de Hindu Tamil Thisai a écrit : "Même si le film manque de budget, il dépeint avec impact la douleur et la vie des Tamouls d'Eelam". Nasikethan de Dinamani a écrit que le film a été apprécié par les gens parce qu'il dépeint la vérité.